# Ken'yū Sugimoto
Ken'yū Sugimoto (杉本 健勇?, Sugimoto Ken'yū; Osaka, 18 novembre 1992) è un calciatore giapponese, attaccante del RB Omiya Ardija.

## Carriera

### Club
Formatosi nel Ruy Ramos Vejitto e nel Cerezo Osaka, esordisce con i rosablu di Osaka nella stagione 2011. L'anno seguente milita in prestito al Tokyo Verdy, militante in serie cadetta.
Nel 2012 torna al Cerezo Osaka.

### Nazionale
Sugimoto è stato nazionale under-17 del suo paese ed è stato selezionato per fare parte della spedizione olimpica nipponica a Londra 2012.

## Statistiche

### Presenze e reti nei club
Statistiche aggiornate al 3 dicembre 2023.
| Stagione                  | Squadra                   | Campionato                | Campionato | Campionato | Coppe nazionali | Coppe nazionali | Coppe nazionali | Coppe continentali | Coppe continentali | Coppe continentali | Altre coppe | Altre coppe | Altre coppe | Totale | Totale |
| Stagione                  | Squadra                   | Comp                      | Pres       | Reti       | Comp            | Pres            | Reti            | Comp               | Pres               | Reti               | Comp        | Pres        | Reti        | Pres   | Reti   |
| ------------------------- | ------------------------- | ------------------------- | ---------- | ---------- | --------------- | --------------- | --------------- | ------------------ | ------------------ | ------------------ | ----------- | ----------- | ----------- | ------ | ------ |
| 2011                      | Cerezo Osaka              | J1                        | 15         | 2          | CG+CdL          | 4+0             | 1+0             | ACL                | 1                  | 0                  | -           | -           | -           | 20     | 3      |
| mar.-lug. 2012            | Tokyo Verdy               | J2                        | 18         | 5          | -               | -               | -               | -                  | -                  | -                  | -           | -           | -           | 18     | 5      |
| lug.-dic. 2012            | Cerezo Osaka              | J1                        | 12         | 1          | CG+CdL          | 4+0             | 4+0             | -                  | -                  | -                  | -           | -           | -           | 16     | 5      |
| 2013                      | Cerezo Osaka              | J1                        | 30         | 3          | CG+CdL          | 3+6             | 4+0             | -                  | -                  | -                  | -           | -           | -           | 39     | 7      |
| 2014                      | Cerezo Osaka              | J1                        | 32         | 5          | CG+CdL          | 4+2             | 1+0             | ACL                | 7                  | 0                  | -           | -           | -           | 45     | 6      |
| 2015                      | Kawasaki Frontale         | J1                        | 24         | 6          | CG+CdL          | 2+6             | 1+1             | -                  | -                  | -                  | -           | -           | -           | 32     | 8      |
| 2016                      | Cerezo Osaka              | J2                        | 41+2       | 14+0       | CG              | 3               | 6               | -                  | -                  | -                  | -           | -           | -           | 46     | 20     |
| 2017                      | Cerezo Osaka              | J1                        | 34         | 22         | CG+CdL          | 1+1             | 0+1             | -                  | -                  | -                  | -           | -           | -           | 36     | 23     |
| 2018                      | Cerezo Osaka              | J1                        | 30         | 5          | CG+CdL          | 2+0             | 0               | ACL                | 4                  | 1                  | SG          | 1           | 0           | 37     | 6      |
| Totale Cerezo Osaka       | Totale Cerezo Osaka       | Totale Cerezo Osaka       | 196        | 52         |                 | 30              | 17              |                    | 12                 | 1                  |             | 1           | 0           | 239    | 70     |
| 2019                      | Urawa Reds                | J1                        | 21         | 2          | CG+CdL          | 3+2             | 0               | ACL                | 7                  | 1                  | SG          | 1           | 0           | 34     | 3      |
| 2020                      | Urawa Reds                | J1                        | 33         | 2          | CdL             | 2               | 2               | -                  | -                  | -                  | -           | -           | -           | 35     | 4      |
| gen.-lug. 2021            | Urawa Reds                | J1                        | 16         | 2          | CG+CdL          | 1+7             | 0+2             | -                  | -                  | -                  | -           | -           | -           | 24     | 4      |
| Totale Urawa Reds         | Totale Urawa Reds         | Totale Urawa Reds         | 70         | 6          |                 | 15              | 4               |                    | 7                  | 1                  |             | 1           | 0           | 93     | 11     |
| 2021                      | Yokohama F·Marinos        | J1                        | 11         | 3          | -               | -               | -               | -                  | -                  | -                  | -           | -           | -           | 11     | 3      |
| 2022                      | Júbilo Iwata              | J1                        | 30         | 1          | CG+CdL          | 1+4             | 0               | -                  | -                  | -                  | -           | -           | -           | 35     | 1      |
| gen.-mar. 2023            | Júbilo Iwata              | J2                        | 4          | 0          | CdL             | 1               | 0               | -                  | -                  | -                  | -           | -           | -           | 5      | 0      |
| Totale Júbilo Iwata       | Totale Júbilo Iwata       | Totale Júbilo Iwata       | 34         | 1          |                 | 6               | 0               |                    | -                  | -                  |             | -           | -           | 40     | 1      |
| mar.-dic. 2023            | Yokohama F·Marinos        | J1                        | 8          | 1          | CG+CdL          | 2+0             | 0               | ACL                | 3                  | 1                  | -           | -           | -           | 13     | 2      |
| Totale Yokohama F·Marinos | Totale Yokohama F·Marinos | Totale Yokohama F·Marinos | 19         | 4          |                 | 2               | 0               |                    | 3                  | 1                  |             | -           | -           | 24     | 5      |
| Totale carriera           | Totale carriera           | Totale carriera           | 361        | 74         |                 | 61              | 23              |                    | 22                 | 3                  |             | 2           | 0           | 446    | 100    |

### Cronologia presenze e reti in nazionale
| Cronologia completa delle presenze e delle reti in nazionale ― Giappone | Cronologia completa delle presenze e delle reti in nazionale ― Giappone | Cronologia completa delle presenze e delle reti in nazionale ― Giappone | Cronologia completa delle presenze e delle reti in nazionale ― Giappone | Cronologia completa delle presenze e delle reti in nazionale ― Giappone | Cronologia completa delle presenze e delle reti in nazionale ― Giappone | Cronologia completa delle presenze e delle reti in nazionale ― Giappone | Cronologia completa delle presenze e delle reti in nazionale ― Giappone |
| Data                                                                    | Città                                                                   | In casa                                                                 | Risultato                                                               | Ospiti                                                                  | Competizione                                                            | Reti                                                                    | Note                                                                    |
| ----------------------------------------------------------------------- | ----------------------------------------------------------------------- | ----------------------------------------------------------------------- | ----------------------------------------------------------------------- | ----------------------------------------------------------------------- | ----------------------------------------------------------------------- | ----------------------------------------------------------------------- | ----------------------------------------------------------------------- |
| 5-9-2017                                                                | Gedda                                                                   | Arabia Saudita                                                          | 1 – 0                                                                   | Giappone                                                                | Qual. Mondiali 2018                                                     | -                                                                       | 67’                                                                     |
| 6-10-2017                                                               | Toyota                                                                  | Giappone                                                                | 2 – 1                                                                   | Nuova Zelanda                                                           | Amichevole                                                              | -                                                                       | 61’                                                                     |
| 10-10-2017                                                              | Yokohama                                                                | Giappone                                                                | 3 – 3                                                                   | Haiti                                                                   | Amichevole                                                              | 1                                                                       | 64’                                                                     |
| 10-11-2017                                                              | Villeneuve-d'Ascq                                                       | Giappone                                                                | 1 – 3                                                                   | Brasile                                                                 | Amichevole                                                              | -                                                                       | 81’                                                                     |
| 14-11-2017                                                              | Bruges                                                                  | Belgio                                                                  | 1 – 0                                                                   | Giappone                                                                | Amichevole                                                              | -                                                                       | 74’                                                                     |
| 27-3-2018                                                               | Liegi                                                                   | Giappone                                                                | 1 – 2                                                                   | Ucraina                                                                 | Amichevole                                                              | -                                                                       | 56’                                                                     |
| 16-11-2018                                                              | Ōita                                                                    | Giappone                                                                | 1 – 1                                                                   | Venezuela                                                               | Amichevole                                                              | -                                                                       | 78’                                                                     |
| 20-11-2018                                                              | Toyota                                                                  | Giappone                                                                | 4 – 0                                                                   | Kirghizistan                                                            | Amichevole                                                              | -                                                                       | 59’                                                                     |
| Totale                                                                  |                                                                         | Presenze                                                                | 8                                                                       |                                                                         | Reti                                                                    | 1                                                                       |                                                                         |

| Cronologia completa delle presenze e delle reti in nazionale ― Giappone Olimpica | Cronologia completa delle presenze e delle reti in nazionale ― Giappone Olimpica | Cronologia completa delle presenze e delle reti in nazionale ― Giappone Olimpica | Cronologia completa delle presenze e delle reti in nazionale ― Giappone Olimpica | Cronologia completa delle presenze e delle reti in nazionale ― Giappone Olimpica | Cronologia completa delle presenze e delle reti in nazionale ― Giappone Olimpica | Cronologia completa delle presenze e delle reti in nazionale ― Giappone Olimpica | Cronologia completa delle presenze e delle reti in nazionale ― Giappone Olimpica |
| Data                                                                             | Città                                                                            | In casa                                                                          | Risultato                                                                        | Ospiti                                                                           | Competizione                                                                     | Reti                                                                             | Note                                                                             |
| -------------------------------------------------------------------------------- | -------------------------------------------------------------------------------- | -------------------------------------------------------------------------------- | -------------------------------------------------------------------------------- | -------------------------------------------------------------------------------- | -------------------------------------------------------------------------------- | -------------------------------------------------------------------------------- | -------------------------------------------------------------------------------- |
| 29-7-2012                                                                        | Newcastle                                                                        | Giappone                                                                         | 1 – 0                                                                            | Marocco                                                                          | Olimpiadi 2012 - 1º turno                                                        | -                                                                                | 89’                                                                              |
| 1-8-2012                                                                         | Coventry                                                                         | Giappone                                                                         | 0 – 0                                                                            | Honduras                                                                         | Olimpiadi 2012 - 1º turno                                                        | -                                                                                | 67’                                                                              |
| 7-8-2012                                                                         | Londra                                                                           | Messico                                                                          | 3 – 1                                                                            | Giappone                                                                         | Olimpiadi 2012 - Semifinale                                                      | -                                                                                | 71’                                                                              |
| 10-8-2012                                                                        | Cardiff                                                                          | Corea del Sud                                                                    | 2 – 0                                                                            | Giappone                                                                         | Olimpiadi 2012 - Finale 3º posto                                                 | -                                                                                | 62’ 88’                                                                          |
| Totale                                                                           |                                                                                  | Presenze                                                                         | 4                                                                                |                                                                                  | Reti                                                                             | 0                                                                                |                                                                                  |

## Palmarès

### Club

#### Competizioni nazionali
- Coppa J. League: 1

Cerezo Osaka: 2017
- Coppa dell'Imperatore: 1

Cerezo Osaka: 2017
- Supercoppa del Giappone: 1

Cerezo Osaka: 2018

### Individuale
- Miglior giocatore della Coppa J. League: 1

2017
- Squadra del campionato giapponese: 1

2017